# Bóday Gábor
Bóday Gábor (eredeti neve: Czekelius Günther; 1945-ig) (Nagyszeben, 1897. június 15. – Budapest, 1989. június 28.) magyar bányamérnök, bányaigazgató.

## Életpályája
Czekelius Dániel Károly Ármin és Rosenthal Vilma fiaként született. Iskoláit Nagyszebenben végezte el, 1915-ben érettségizett. 1915–1918 között katonai szolgálatot teljesített. 1918-ban kezdte bányamérnöki tanulmányait az ausztriai Pribramban, majd Leobenben folytatta, és a Berlin-Charlottenburgi Műszaki Egyetemen fejezte be 1922-ben. 1922–1924 között Németországban (Bitterfeld) barnaszén külfejtési és brikettgyári üzemben dolgozott. 1924-től az Ajkai Kőszénbánya Rt. gépészeti üzemvezetője és igazgató-helyettese, 1928–1947 között bányaigazgatója volt. 1930-tól a Magyar Bányászati Egyesület tagja, 1972-től tiszteletbeli tagja volt. 1935-től az Egyesült Izzóhoz került bánya vezetője volt. 1945-ben a német csapatok visszavonulásakor megakadályozta az üzemek felrobbantását, ezzel biztosította a folyamatos termelő munkát. 1947–1948 között Budapesten, a MASZ (Magyar Állami Szénbányák) központjában és a Nehézipari Minisztérium Bányászati Főosztályán megszervezte az első üzemgazdasági osztályt. 1949–1958 között Komlón termelésirányító volt mint a bányatröszt koksz-szén termelési főmérnöke. 1958-ban nyugdíjba vonult. 1959–1989 között a Szabadalmi Hivatal külső munkatársaként magyar-német szakfordító volt.

### Munkássága
Hozzá fűződött a bányák bővítése és rekonstrukciója, az első széles homlokú frontfejtés kialakítása, a padragi új bányaüzem megnyitása. Bevezette a száraz tömedékelést, valamint kísérletezett az acéltámos biztosítással. Ekkor kapott fürdőt az Ármin-akna, és kórházat a bányatelep. Szakcikkei az Anschnitt (Bochum) című folyóiratban, a Bányászati és Kohászati Lapokban jelentek meg. Magyarra fordította Ch. Delius 18. században írt művét: Anleitung zu der Bergbaukunst… (Budapest, 1963). Hosszú ideig gondozta a Magyar Bányászati Egyesület könyvtárát.

## Magánélete
1933. február 25-én Budapesten házasságot kötött a nála 16 évvel fiatalabb Bóday Éva Mária Honor Matild Vilmával, Bóday Dezső földbirtokos és Derezsán Gabriella lányával. 1948-tól a Bóday vezetéknevet használta.

## Művei
- Fejtési vájár meredek dőlésű telepeken (Budapest, 1953)
- Anleitung zu der Bergbaukunst… (Budapest, 1963)
- A szénaprózódás kérdései (Budapest, 1964)

## Díjai
- Péch Antal-emlékérem
- Mikoviny Sámuel-emlékérem (1972)
- Zorkóczy Samu-emlékérem (1973)
- Sóltz Vilmos-emlékérem (1976)